# پولکویل (کارولینای شمالی)
پولکویل (به انگلیسی: Polkville) شهری در ایالت کارولینای شمالی کشور ایالات متحده آمریکا است که جمعیت آن در سرشماری سال ۲۰۱۰ میلادی، ۵۴۵ نفر بوده‌است.